# Жауме Колєт-Серра
Жа́уме Колє́т-Се́рра (кат. Jaume Collet-Serra [ˈʒawmə kuˈʎɛt ˈsɛrə], нар. 23 березня 1974) — іспанський кінорежисер і кінопродюсер. Відомий як кінорежисер горорів — «Будинок воскових фігур», «Дитя пітьми» та «Мілина», а також бойовиків за участі Ліама Нісона — «Невідомий», «Повітряний маршал», «Нічна втеча» та «Пасажир».

## Фільмографія
| Рік  | Українська назва       | Роль    | Роль                |
| Рік  | Українська назва       | Режисер | Виконавчий продюсер |
| ---- | ---------------------- | ------- | ------------------- |
| 2005 | Будинок воскових фігур | Так     | Ні                  |
| 2007 | Гол 2: Життя як мрія   | Так     | Ні                  |
| 2009 | Дитя пітьми            | Так     | Ні                  |
| 2011 | Невідомий              | Так     | Ні                  |
| 2014 | Повітряний маршал      | Так     | Ні                  |
| 2015 | Втеча в ніч            | Так     | Так                 |
| 2016 | Мілина                 | Так     | Так                 |
| 2018 | Пасажир                | Так     | Так                 |
| 2021 | Круїз по джунглях      | Так     | Ні                  |
| 2022 | Чорний Адам            | Так     | Ні                  |
| 2024 | Ручна поклажа          | Так     | Ні                  |
| 2025 | The Woman in the Yard  | Так     | Так                 |

### Продюсер
- Mindscape (2013)
- Eden (2015)
- Extinctio (2015)
- Curve (2015)
- Відплата: Дорога помсти (2023)

### Виконавчий продюсер
- Hooked Up (2013)
- Horizon Line (2020)